# Motorola Backflip
Das Motorola Backflip ist ein Smartphone von Motorola mit Android 1.5, das seit April 2010 in Deutschland erhältlich ist.
Auffälligstes Merkmal des Backflips ist die ausklappbare QWERTZ-Tastatur, die beim Zusammenklappen der Tastatur von hinten zum Vorschein kommt. Bei der Tastatur befindet sich links oben die Linse der 5-Megapixel-Kamera mit Autofokus und eine LED-Fotoleuchte.
Das Motorola Backflip hat die typische Ausstattung eines Smartphones wie: WLAN IEEE 802.11b/g, HSDPA, Bluetooth 2.0 EDR, EDGE, GSM, GPRS und einen A-GPS Empfänger.
Der Touchscreen des Backflips ist kapazitiv, unterstützt jedoch kein Multi-Touch, da es die veraltete Version des Android-Betriebssystems hat.
Ein Update auf Android 2.1 „Eclair“ sollte im dritten Quartal 2010 folgen. Diese Ankündigung wurde jedoch von Motorola teilweise revidiert. Ein Upgrade auf eine höhere Version als 1.5 "Cupcake" ist außer für den US-amerikanischen Markt nicht mehr vorgesehen.